# Bełdów (gmina)
Bełdów – dawna gmina wiejska istniejąca do 1954 roku w woj. łódzkim. Siedzibą władz gminy był Bełdów.
Za Królestwa Polskiego gmina należała do powiatu łodzińskiego (łódzkiego) w guberni piotrkowskiej.
W okresie międzywojennym gmina Bełdów należała do powiatu łódzkiego w woj. łódzkim. Po wojnie gmina zachowała przynależność administracyjną. Według stanu z 1 lipca 1952 roku gmina składała się z 9 gromad: Adamów Nowy, Adamów Stary, Bełdów, Bełdówek, Błoto, Ciężków, Kontrewers, Sanie i Słowak.
Jednostka została zniesiona 29 września 1954 roku wraz z reformą wprowadzającą gromady w miejsce gmin. Po reaktywowaniu gmin z dniem 1 stycznia 1973 roku gminy Bełdów nie przywrócono, a jej dawny obszar wszedł głównie w skład nowej gminy Aleksandrów Łódzki w tymże powiecie i województwie.